# Рыков, Валентин Павлович
Валенти́н Па́влович Ры́ков (30 мая 1926, Кашира, Московская губерния, РСФСР — 21 июля 2015) — советский военный моряк-подводник и военный деятель, единственный подводник — Герой Социалистического Труда (2.02.1984), капитан 1-го ранга (25.07.1964).

## Биография
С июля 1944 по сентябрь 1945 годы учился в Ленинградском военно-морском подготовительном училище.
В ВМФ СССР с сентября 1945 года. В 1949 году окончил Высшее военно-морское училище имени М. В. Фрунзе.
Служил на Северном флоте: командиром рулевой группы штурманской боевой части (БЧ-1) подводной лодки «Б-5» (октябрь 1949 — октябрь 1950), затем — командиром БЧ-1 этой же подводной лодки. С февраля 1953 года — помощник командира подводной лодки «С-44», с мая 1953 года — старший помощник командира подводной лодки «С-164». С сентября 1953 года в должности старшего помощника принимал на Каспии подводную лодку «С-160», с ноября 1954 годам продолжил службу на ней на Северном флоте.
С декабря 1954 по сентябрь 1955 года учился в Высших специальных офицерских классах Военно-Морских Сил, после чего был назначен старшим помощником командира подводной лодки «С-200»; с апреля 1956 г. — командир подводной лодки «С-181» (Северный флот).
С июля 1958 года — на атомных подводных лодках Северного флота: командир крейсерской АПЛ «К-50», с июня 1960 по октябрь 1962 года — первый командир крейсерской АПЛ «К-52».
В апреле 1961 года атомная подводная лодка под командованием капитана 2-го ранга В. П. Рыкова совершила поход под паковый лёд между Землёй Франца Иосифа и островом Шпицберген до широты 84°; на борту находился командующий Северным флотом адмирал А. Т. Чабаненко. Лодка неоднократно всплывала в полыньях методом порционной подачи воздуха высокого давления в цистерны главного балласта средней группы. В течение 1961 года лодка под командованием В. П. Рыкова совершила пять длительных выходов в море, выполнила ряд экспериментальных походов, в которых испытывались технические устройства и проводились научные исследования в интересах ВМФ СССР. Весной 1962 года во главе экипажа атомной подводной лодки участвовал в крупных морских учениях Северного флота; в походе на «К-52» произошла авария парогенераторов, в результате чего вышли из строя главные энергетические установки; лодка лишилась хода, радиоактивность в шестом отсеке многократно превысила допустимые нормы. Критическая ситуация была устранена силами экипажа, «К-52» своим ходом благополучно пришла в базу.
С октября 1962 по октябрь 1965 года — заместитель командира 3-й дивизии подводных лодок Северного флота. С 25 сентября по 4 октября 1963 года в составе походного штаба на атомной подводной лодке «К-181» (командир — капитан 2-го ранга Ю. А. Сысоев) участвовал в походе к Северному полюсу; старшим на борту был командующий флотом адмирал В. А. Касатонов. 29 сентября 1963 года «К-181» всплыла в географической точке Северного полюса. В походе отрабатывалось плавание под арктическими льдами, совершенствовались способы поиска и уничтожения подводных ракетоносцев противника, испытывался навигационный комплекс «Сигма».
С октября 1965 года учился на Академических курсах офицерского состава Военно-морской академии.
С июля 1966 по ноябрь 1987 года — в учреждениях Государственной приёмки: уполномоченный, старший уполномоченный Балтийской группы Госприёмки кораблей ВМФ. Принятые им корабли, как правило, не имели впоследствии каких-либо недоделок, неполадок по вине Государственной комиссии.
Указом Президиума Верховного Совета СССР от 2 февраля 1984 года за успехи в службе, освоение и приём новой техники в состав ВМФ капитану 1-го ранга Рыкову Валентину Павловичу присвоено звание Героя Социалистического Труда с вручением ордена Ленина и золотой медали «Серп и Молот».
С ноября 1987 года — в отставке. Жил в Санкт-Петербурге. Продолжал трудиться ведущим инженером на предприятии навигационных приборов. Ветеран подразделений особого риска, член президиума Международной ассоциации ветеранов-подводников.
Умер 21 июля 2015 года. Похоронен на Серафимовском кладбище города Санкт-Петербург.

Могила Рыкова на Серафимовском кладбище Санкт-Петербурга.

## Награды
- медаль «Серп и Молот» Героя Социалистического Труда (2 февраля 1984) — за успехи в службе, освоение и приём новой техники в состав ВМФ
- орден Мужества (1997)
- орден Ленина (1984)
- орден Трудового Красного Знамени (1974)
- орден Красной Звезды (1963)
- медали
- Почётный гражданин г. Кашира.